# Eridon Qardaku
Eridon Qardaku (Scutari, 10 agosto 2000) è un calciatore albanese, centrocampista della Dinamo City.

## Carriera

### Club
Il 1° luglio 2024 viene acquistato a titolo definitivo dalla squadra albanese della Dinamo City.

### Nazionale
Ha giocato nella nazionale albanese Under-21.

## Statistiche

### Presenze e reti nei club
Statistiche aggiornate al 10 maggio 2025.
| Stagione            | Squadra             | Campionato          | Campionato | Campionato | Coppe nazionali | Coppe nazionali | Coppe nazionali | Coppe continentali | Coppe continentali | Coppe continentali | Altre coppe | Altre coppe | Altre coppe | Totale | Totale |
| Stagione            | Squadra             | Comp                | Pres       | Reti       | Comp            | Pres            | Reti            | Comp               | Pres               | Reti               | Comp        | Pres        | Reti        | Pres   | Reti   |
| ------------------- | ------------------- | ------------------- | ---------- | ---------- | --------------- | --------------- | --------------- | ------------------ | ------------------ | ------------------ | ----------- | ----------- | ----------- | ------ | ------ |
| 2019-2020           | Bylis Ballsh        | KS                  | 27         | 2          | CA              | 4               | 0               | -                  | -                  | -                  | -           | -           | -           | 31     | 2      |
| 2020-2021           | Bylis Ballsh        | KS                  | 22         | 0          | CA              | 1               | 0               | -                  | -                  | -                  | -           | -           | -           | 23     | 0      |
| 2021-2022           | Bylis Ballsh        | KP                  | 28         | 20         | CA              | 3               | 2               | -                  | -                  | -                  | -           | -           | -           | 31     | 22     |
| 2022-2023           | Bylis Ballsh        | KS                  | 26         | 0          | CA              | 2               | 0               | -                  | -                  | -                  | -           | -           | -           | 28     | 0      |
| Totale Bylis Ballsh | Totale Bylis Ballsh | Totale Bylis Ballsh | 103        | 22         |                 | 10              | 2               |                    | -                  | -                  |             | -           | -           | 113    | 24     |
| 2023-2024           | Vora                | KP                  | 27+1       | 9+0        | CA              | 2               | 2               | -                  | -                  | -                  | -           | -           | -           | 30     | 11     |
| 2024-2025           | Dinamo City         | KS                  | 15+1       | 1+0        | CA              | 3               | 1               | -                  | -                  | -                  | -           | -           | -           | 19     | 2      |
| Totale carriera     | Totale carriera     | Totale carriera     | 145+2      | 32+0       |                 | 15              | 5               |                    | -                  | -                  |             | -           | -           | 162    | 37     |